# Icelinus
Icelinus ist eine Fischgattung aus der Familie der Dickkopf-Groppen (Psychrolutidae). Die Arten der Gattung kommen küstennah im nördlichen Pazifik von Japan über das Ochotskische Meer, das Beringmeer, die Aleuten, die Küsten Alaskas, Kanadas, und der USA bis Baja California (Mexiko) vor. Sie leben von der Gezeitenzone bis in Tiefen von etwa 570 Metern. 

## Merkmale
Icelinus-Arten sind langgestreckte Fische mit großem Kopf. Sie erreichen eine Länge von 4,2 bis 27 cm. Charakteristisch für die Gattung ist jeweils eine doppelte Schuppenreihe auf beiden Seiten des Rückens sowie größere Schuppen entlang der Seitenlinie. Ansonsten sind die Tiere schuppenlos. Beginn und Ende der doppelten Schuppenreihen auf dem Rücken sind ein wichtiges Merkmal um die Icelinus-Arten voneinander zu unterscheiden. Der obere Stachel des Vorkiemendeckels ist geweihartig verzweigt. Die kleinen Bauchflossen besitzen lediglich zwei Weichstrahlen.

## Arten
- Icelinus borealis Gilbert, 1896
- Icelinus burchami Evermann & Goldsborough, 1907
- Icelinus cavifrons Gilbert, 1890
- Icelinus filamentosus Gilbert, 1890
- Icelinus fimbriatus Gilbert, 1890
- Icelinus japonicus Yabe, Tsumura & Katayama, 1980
- Icelinus limbaughi Rosenblatt & Smith, 2004
- Icelinus oculatus Gilbert, 1890
- Icelinus pietschi Yabe, Soma & Amaoka, 2001
- Icelinus quadriseriatus (Lockington, 1880)
- Icelinus tenuis Gilbert, 1890